# Romano Caneva
Romano Caneva (Milano, 11 dicembre 1904 – Milano, 8 agosto 1980) è stato un pugile italiano, olimpionico alle Olimpiadi di Amsterdam 1928 e campione europeo nella categoria dei pesi welter ai Campionati europei di pugilato dilettanti nel 1927 a Berlino.

## Carriera
Romano Caneva ha avuto una brillante carriera da dilettante. È stato campione italiano nel 1924 a Firenze nella categoria dei pesi welter e campione europeo a Berlino 1927. Si è poi aggiudicato la cintura italiana dei welter sia nel 1927 a Como, sia nel 1928 a Milano.
Nella stessa categoria ha partecipato alle Olimpiadi di Amsterdam 1928 dove è stato battuto nei quarti di finale dal neozelandese Ted Morgan che vincerà la medaglia d'oro. 
Minor fortuna ha avuto tra i professionisti. Dopo un inizio soddisfacente ha intrapreso una tournée in Spagna nel 1929, con risultati deludenti. Esito negativo hanno avuto un paio di match da lui sostenuti in Romania. Tornato in Italia ha concluso la carriera nel 1934 con 19 vittorie, 25 sconfitte e 8 pari in 52 incontri.